# Mai Hịch
Mai Hịch là một xã thuộc huyện Mai Châu, tỉnh Hòa Bình, Việt Nam.
Xã Mai Hịch có diện tích 39,87 km², dân số năm 1999 là 3959 người, mật độ dân số đạt 99 người/km². 85% dân số tại đây là người dân tộc Thái.

## Các địa điểm đẹp tại Mai Hịch
Nếu có dịp đến Mai Hịch, bạn có thể đến khám phá các địa điểm sau: Bản Lác, bản Pom Coọng, bản Cha Lang, thác Pùng, leo núi chinh phục Hang Chiều, hang động Pù Muống, hang Lộng, hang Hệt, chèo bè trên suối Xia...
Trong những ngày lưu trú tại bản, khách cùng tham gia các hoạt động trồng trọt, chăn nuôi; đến điểm tắm thác, đi dạo bộ qua suối, bên các ruộng ngô, đồng lúa, rừng tre, hoà nhịp vào cuộc sống nông thôn bình dị.
Đặc biệt, Làng văn hoá cộng đồng Mai Hịch ở xóm Hịch 2 là điểm du lịch cộng đồng được ASEAN bình chọn giai đoạn 2017-2019.

## Ẩm thực địa phương
Tại đây có rất nhiều món ăn đặc sắc được chế biến từ bàn tay khéo léo của người phụ nữ Thái như rượu cần nếp, mắc khén, lạp xưởng, thịt trâu gác bếp, pa pỉnh tộp, hay cơm lam, thịt gà đồi, cá suối, thịt lợn mán,…

## Di chuyển
Mai Hịch cách thành phố Hòa Bình khoảng 60 km và cách thành phố Hà Nội khoảng 140 km. Đây là quãng đường không quá xa để bạn có thể trải nghiệm và khám phá một vùng đất phía Tây Bắc của Việt Nam. Bạn có thể đi ô tô hoặc xe máy để di chuyển đến Mai Hịch.
Nếu bạn di chuyển bằng xe máy thì hãy lưu ý vì trên đường quốc lộ có nhiều xe tải, xe container. Còn nếu bạn di chuyển bằng ô tô thì có thể lựa chọn xe khách từ bến xe Mỹ Đình (Hà Nội) đến Mai Châu. Từ Mai Châu, bạn thuê xe máy hoặc xe đạp để tới xã Mai Hịch. Bên cạnh đó, bạn có thể đi xe giường nằm Sơn La đến ngã ba Mai Châu rồi đi bus vào trong bản.